# (33194) 1998 FE48
1998 FE48 (asteroide 33194) é um asteroide da cintura principal. Possui uma excentricidade de 0.15115560 e uma inclinação de 18.07134º.
Este asteroide foi descoberto no dia 20 de março de 1998 por LINEAR em Socorro.